# دينجر ماوس (موسيقي)
دينجر ماوس (بالإنجليزية: Danger Mouse)‏ (و. 1977 – م) هو موسيقي، ومغن مؤلف، ومنتج أسطوانات، ودي جي من الولايات المتحدة الأمريكية. ولد في وايت بلينس، نيويورك.

## وصلات خارجية
- دينجر ماوس على موقع IMDb (الإنجليزية)
- دينجر ماوس على موقع ميوزك برينز (الإنجليزية)
- دينجر ماوس على موقع رولينغ ستون (الإنجليزية)
- دينجر ماوس على موقع إن إن دي بي (الإنجليزية)
- دينجر ماوس على موقع أول ميوزيك (الإنجليزية)
- دينجر ماوس على موقع ديسكوغز (الإنجليزية)